# Place des Carmes (Toulouse)
Parvis Françoise-Hébrard-de-Veyrinas
Pour les articles homonymes, voir Place des Carmes.
La place des Carmes (en occitan : plaça dels Carmes) est une voie de Toulouse, en France. Le côté est de la place est occupé par le parvis Françoise-Hébrard-de-Veyrinas (en occitan : plaça Francesca Hebrard de Veyrinas).

## Situation et accès

### Description
La place des Carmes et le parvis Françoise-Hébrard-de-Veyrinas sont deux voies publiques. Elles se situent au cœur du quartier des Carmes, auquel la place donne son nom, dans le secteur 1 - Centre. 

### Voies rencontrées
La place des Carmes rencontre les voies suivantes, dans l'ordre des numéros croissants :
1. Rue des Prêtres
2. Rue des Polinaires
3. Rue des Filatiers
4. Rue du Languedoc
5. Rue du Canard
6. Rue Théodore-Ozenne
7. Rue José-Félix
8. Rue du Languedoc
9. Rue Pharaon

### Transports

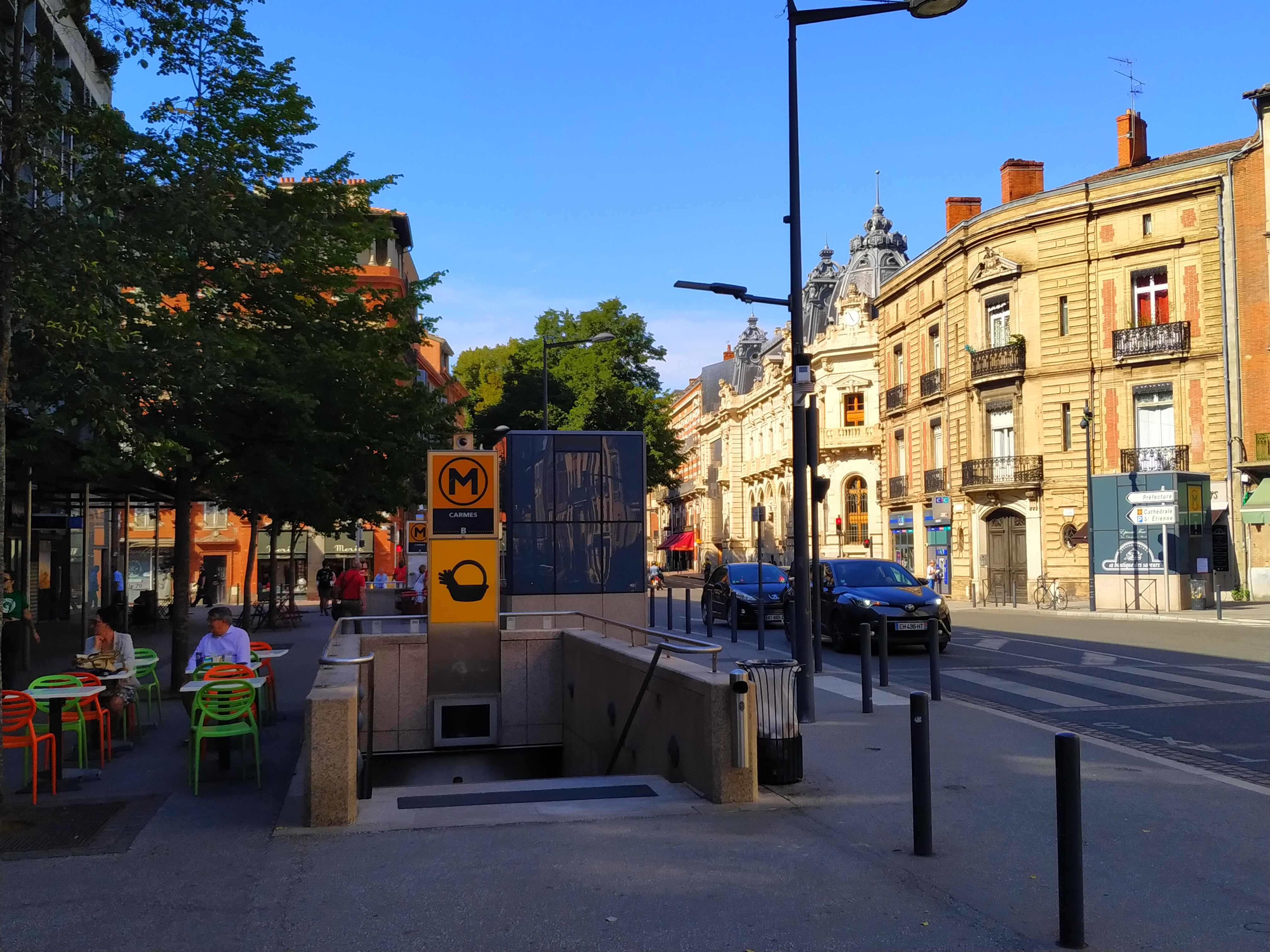
Entrée de la station de métro Carmes.

La place des Carmes est desservie par les transports en commun Tisséo. À l'est, au niveau du parvis Françoise-Hébrard-de-Veyrinas, se trouve l'entrée de la station Carmes, sur la ligne de métro . À proximité immédiate, à l'angle de la rue du Languedoc, se trouvent également les arrêts de la navette Ville et de la ligne de bus 44. Plus au nord, sur la place Étienne-Esquirol, se trouvent la station Esquirol, sur la ligne de métro , et les arrêts de la ligne de bus 44.
La place des Carmes est équipée d'une station de vélos en libre-service VélôToulouse, la station no 46 (1 place des Carmes).

## Odonymie
Le nom de la place des Carmes lui vient du couvent des religieux de ce nom, qui occupait tout l'espace de la place actuelle. Ce n'est qu'en 1808 que le couvent fut démoli et la place dégagée. Elle prit alors naturellement le nom des Carmes, mais elle en changea cependant plusieurs fois au cours du XIXe siècle, au gré des changements de régime politique. Avec la Restauration des Bourbons et le retour de Louis XVIII sur le trône de France en 1815, elle devint la place Bourbon. En 1831, peu après la Révolution de 1830, le renversement de Charles X et l'arrivée sur le trône de Louis-Philippe d'Orléans, elle devint la place d'Orléans. Le 6 mars 1848, comme la Révolution de 1848 avait renversé Louis-Philippe à son tour et amené la proclamation de la Deuxième République, elle fut renommée place de la République. En 1852, après la fondation du Second Empire, elle redevint la place des Carmes. Enfin, en 1871, elle fut de nouveau la place de la République, en l'honneur de la Troisième République, mais elle ne conserva cette appellation que peu de temps.
Jusqu'à la création de la place, le couvent des Carmes était bordé de quatre rues. Celle qui longeait le côté ouest du couvent, entre la rue Pharaon et la rue des Filatiers, était déjà connue au XIIe siècle comme la Grand-rue, dont elle était une partie. Comme elle se trouvait devant le portail de l'église du couvent des Carmes, elle porta plus particulièrement, au début du XIVe siècle, le nom de rue des Carmes ou, au XVIe siècle, de rue du Couvent-des-Carmes. La rue qui longeait le couvent au nord, prit dès l'origine, au XIIIe siècle du moins, le nom de l'église conventuelle, rue de Sainte-Marie-du-Mont-Carmel, ou simplement rue du Carmel. Au milieu du XIVe siècle, elle prit aussi le nom de rue des Jouglars, d'une riche famille toulousaine de ce nom, comme l'actuelle rue du Canard, qui en était le prolongement. Du côté est, le couvent était longé par la rue de Guilhem-Bernard-Paraire, d'un pareur (paraire en occitan) de draps de ce nom. Mais comme les Carmes avaient construit un arceau au-dessus de la rue pour faire communiquer leur couvent avec des immeubles qu'ils possédaient de l'autre côté, elle prit, au XVIe siècle, le nom de rue de l'Arc-des-Carmes. La rue qui longeait le cloître sur le côté sud s'appela, à la fin du XIIIe siècle, la rue du Juif-Provençal, puis, simplement, la rue du Provençal au XIVe siècle. Au siècle suivant, elle devint la rue du Crucifix, car une chapelle de ce nom, dépendant du couvent des Carmes, s'y trouvait. Au XVIIe siècle, on commença à la désigner également comme la rue de la Petite-Porte-des-Carmes ou comme la rue du Cloître-des-Carmes.
En 1794, durant la Révolution française, les noms des rues de la ville furent changés. La Grand-rue, de la place du Salin à la place du Capitole, devint la rue de la Liberté. Le nouveau nom de la rue des Jouglars rendit hommage au législateur athénien Solon. La rue de l'Arc-des-Carmes devint quant à elle la rue de l'Émile, en l'honneur du célèbre ouvrage du philosophe des Lumières Jean-Jacques Rousseau. La rue du Cloître-des-Carmes fut la rue de l'Agilité. Cependant, aucun de ces noms ne subsista.
En 2010, le côté est de la place face à la rue du Languedoc et à la rue Théodore-Ozenne prend le nom de Françoise Hébrard de Veyrinas (1943-2008), femme politique toulousaine engagée au centre-droit (UDF, puis UMP), élue municipale de la ville entre 1983 et 2008, première adjointe de Dominique Baudis, puis de Philippe Douste-Blazy et de Jean-Luc Moudenc entre 1995 et 2008. Elle fut également conseillère régionale de Midi-Pyrénées entre 1986 et 1992, puis conseillère générale de la Haute-Garonne entre 1992 et 1998, et députée du même département entre 1993 et 1995, et enfin députée européenne entre 2002 et 2004. Secrétaire d'État aux Quartiers en difficulté dans le gouvernement Alain Juppé en 1995, elle resta proche des questions sociales et fut présidente du Conseil national des missions locales entre 2003 et 2008.

## Histoire

### Antiquité
Dans la Tolosa antique, aménagée à la fin du Ier siècle av. J.-C., le cardo maximus relie la Porte narbonnaise, au sud, à la Porte du Bélier, au nord. Son tracé correspond approximativement à l'axe formé par la rue Pharaon, le côté ouest de l'actuelle place des Carmes et la rue des Filatiers. Un cardo secondaire, à l'est, parallèle au cardo maximus, passait sur le côté est de la place actuelle. La largeur de cette rue était de plus de 20 mètres, la chaussée de circulation pour les charrettes et les chevaux de 9 mètres. La chaussée, en galets et graviers de Garonne, fut régulièrement entretenue par les autorités municipales durant l'Antiquité. Sous le cardo se trouvait un grand collecteur d'eaux usées, de 2,6 mètres de haut pour 2,16 mètres de large, avec une pente de 2 %. Dans la seconde moitié du Ier siècle, les maisons qui bordaient la rue furent détruites pour faire place à un grand bâtiment : il s'agissait peut-être d'un nymphée ou le portique de thermes publics,.

### Moyen Âge
Au milieu du Moyen Âge, l'espace de l'actuelle place des Carmes est occupé par diverses maisons, probablement au cœur du quartier juif de la ville, qui s'étend jusqu'à la rue Joutx-Aigues. Entre la Grand-rue (côté ouest de l'actuelle place des Carmes) et la rue Guilhem-Bernard-Parador (actuelle rue du Languedoc) s'étend d'ailleurs une rue du Juif-Provençal (carraria Judei Provincialis en latin médiéval). Mais les difficultés que connaît la communauté juive de la ville à partir du XIIIe siècle favorise l'implantation du couvent des Carmes. Ceux-ci s'étaient d'abord installés, dans la première moitié du XIIIe siècle, près du faubourg Saint-Michel, à la chapelle Notre-Dame-du-Férétra. Plusieurs habitants de la ville avaient cependant obtenu en 1242 du comte de Toulouse, Raimond VII, qu'il leur accorde l'autorisation d'acheter à des juifs certaines maisons de la rue Joutx-Aigues. En 1264, grâce à un attestatoire des capitouls, les religieux reçoivent finalement du pape Clément IV la permission de s'installer en ville et font construire leur couvent le long de la Grand-rue. L'église, placée sous le vocable de Sainte-Marie-du-Mont-Carmel, est consacrée en 1270.
Le couvent des Carmes occupe au XIVe siècle un quadrilatère de 90 mètres de long sur 75 mètres de large. À l'ouest, la Grand-rue ou rue du Couvent-des-Carmes (côté ouest de l'actuelle place des Carmes) longe l'église conventuelle Sainte-Marie-du-Mont-Carmel, dont l'entrée se fait par un grand porche de 10 mètres de large (face à l'actuel no 9). On trouve, près de la porte de l'église, une recluse. Au nord, la rue de Sainte-Marie-du-Mont-Carmel (côté nord de l'actuelle place des Carmes) longe une partie de l'église. La chapelle du Mont-Carmel, sur le côté nord de l'église, y a également son entrée (face à l'actuel no 17). À l'est, la rue Guilhem-Bernard-Paraire (actuelle rue du Languedoc) borde les bâtiments conventuels. Elle sépare également le couvent de plusieurs dépendances, occupées par les communs et par les trois maisons d'obit des religieux carmes (face à l'actuel no 5 rue Théodore-Ozenne). Elles sont réunies au couvent par un arc jeté au-dessus de la rue, qui prend également le nom de rue de l'Arc-des-Carmes. Au sud enfin, la rue du Juif-Provençal, ou rue du Cloître-des-Carmes (côté sud de l'actuelle place des Carmes), borde justement le cloître, qui y a une petite porte (face à l'actuel no 40). Les pèlerins sont également nombreux, qui affluent au couvent à cause des miracles accomplis par la Vierge du Mont-Carmel de Toulouse.
À la fin du Moyen Âge, la population du quartier est composée de petits marchands et d'artisans, pour la plupart des lanassiers – artisans de la laine (lanaires ou lanassièrs en occitan) – et des drapiers, particulièrement du côté de la Grand-rue. Ils ont d'ailleurs le siège de leurs confréries, celle de la Fraternité de Saint-Crépin et celle de Notre-Dame de l'Espérance, dans l'église des Carmes. Dans les autres rues, on trouve également des gens de lois, liés aux parlementaires qu'on trouve en grand nombre dans les rues voisines. La population bénéficie de l'activité liée à la présence du couvent des Carmes. Il y a également un puits public, et même un pilori, à l'angle de la rue Pharaon, permet d'exposer les voleurs au regard de la population qui fréquente le quartier des Carmes.

### Période moderne
À la période moderne, le quartier des Carmes conserve ses caractéristiques. À l'est, la rue de l'Arc-des-Carmes abrite à la même époque une auberge, le logis du Chapeau Noir. On remarque cependant que, parmi les artisans de la rue des Carmes, les orfèvres se font plus nombreux à partir du XVIIe siècle, comme dans la rue des Filatiers voisine. Certains de ces orfèvres connaissent une grande réussite sociale, tel le marchand orfèvre Jean Bollé, capitoul en 1547-1548 et en 1571-1572, qui tient boutique dans la rue des Carmes (emplacement de l'actuel no 3). En 1642, c'est le maître orfèvre Bernard Bruchon, auteur de la châsse d'argent de sainte Catherine de l'église de la Dalbade, qui habite la maison voisine (emplacement de l'actuel no 4).
On retrouve également des personnages issus de l'élite aristocratique locale. La famille de Mondran occupe au XVIIe siècle et au XVIIIe siècle un hôtel de la rue des Carmes (emplacement de l'actuel no 11) : en 1658, Jacques-François de Mondran, trésorier général de France, puis Guillaume de Mondran, également trésorier général, et, en 1744, Louis de Mondran. Dans la rue du Cloître-des-Carmes (emplacement de l'actuel no 34), on trouve au XVIIIe siècle des membres de la famille Comynihan : en 1729, Joseph de Comynihan, avocat, capitoul en 1719, chef du consistoire en 1728, 1729 et 1740, et subdélégué de l'intendant du Languedoc en 1729. Un peu plus loin, on trouve au XVIe siècle Raymond Sabatier, puis son fils Gabriel, tous deux conseillers au Parlement et seigneurs de Roquerlan, puis, en 1695, François d'Aldéguier, trésorier général de France, qui fait construire son hôtel particulier en 1725 (actuel no 38).
Le couvent des Carmes – ou des Grands-Carmes, pour le distinguer des Carmes déchaussés, qui ont établi leur couvent près de la porte Montgaillard en 1622 – se développe. En 1624, on construit, sur le côté nord de l'église, une petite chapelle, mais elle démolie en 1671 par Gabriel Vendages de Malapeyre, conseiller à la cour du présidial, qui fait édifier en 1678 une nouvelle chapelle consacrée à Notre-Dame du Mont-Carmel. Elle est décorée entre 1671 et 1692 d'un cycle de peintures dédié la vie de la Vierge. C'est dans cette chapelle qu'est enterré, en 1639, le poète Pierre Goudouli.

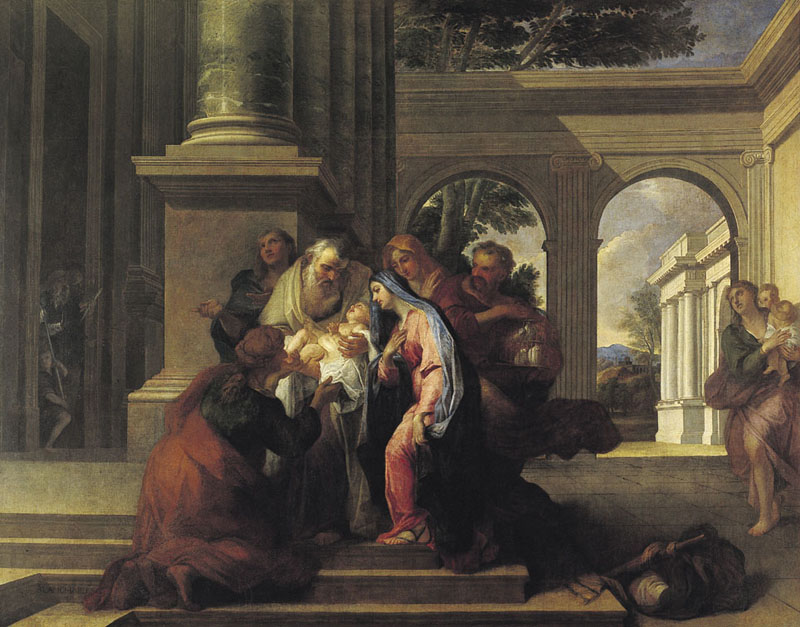
La Purification de la Vierge, par Gabriel Blanchard (1682, musée des Augustins).
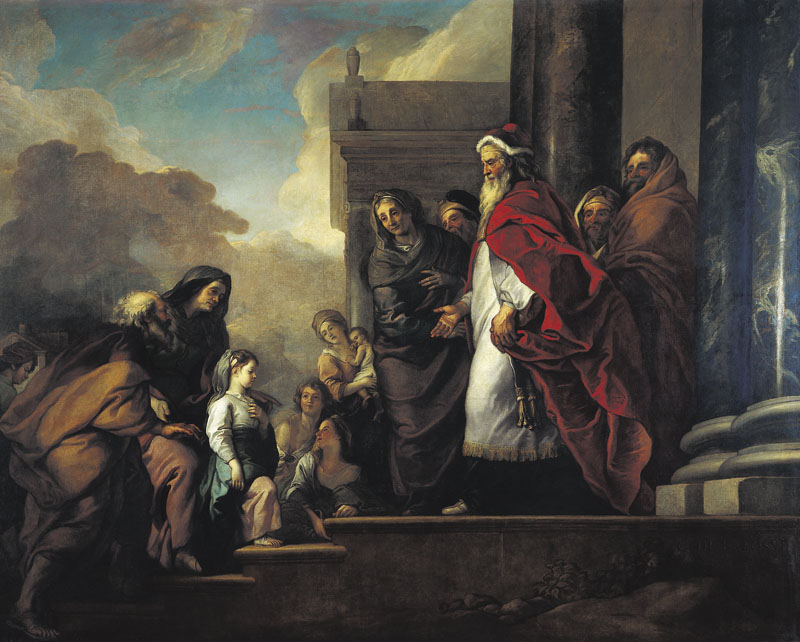
La Présentation au temple, Charles de La Fosse (1682, musée des Augustins).

### Époque contemporaine

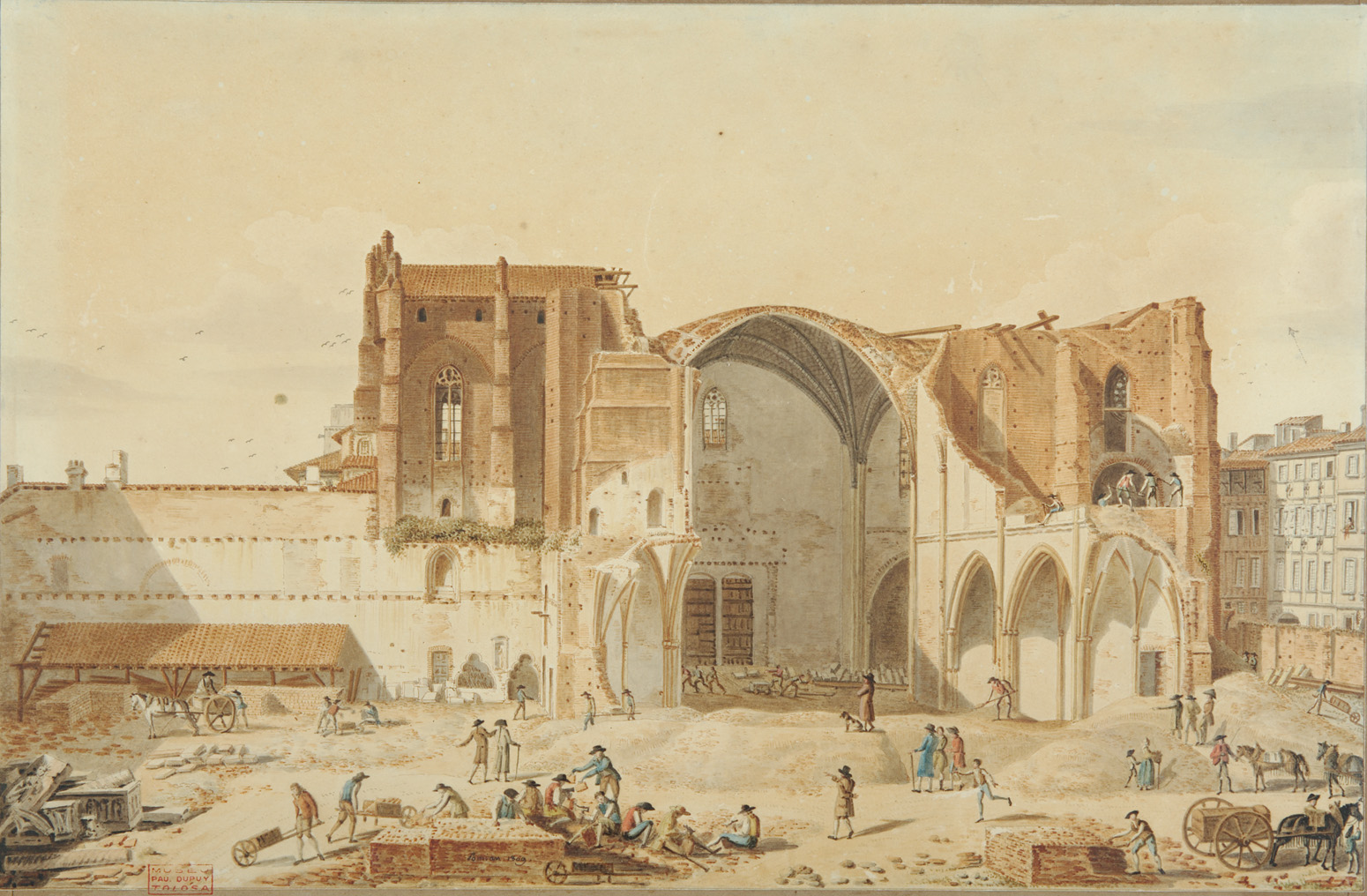
Vue des grands Carmes, par Pascal Pomian (1809, musée Paul-Dupuy).

La Révolution française bouleverse considérablement le quartier. En 1791, le couvent des Carmes devient propriété nationale et les religieux carmes sont expulsés, tandis que l'église est érigée en paroisse. Au début de 1794, en pleine Terreur, elle est aménagée pour la célébration des Fêtes de la Raison, qui s'étaient déroulées l'année précédente dans la cathédrale Saint-Étienne, où elles sont de nouveau déplacées à la fin de l'année. En 1795, l'église est rendue au culte catholique, et, dans le couvent, on installe une salle de danse, finalement fermée en 1797 à cause des bagarres. Le 14 mars 1799, l'église et le monastère sont vendus aux enchères pour 90 000 francs, mais l'acquéreur se rétracte. En 1801, on décide la conservation de l'église pour le culte, et la vente des autres bâtiments du couvent. Mais, faute d'entretien, les bâtiments menacent ruine et le maire de la ville, Philippe-Isidore Picot de Lapeyrouse, ordonne en 1803 la démolition de la chapelle du Mont-Carmel qui allait s'effondrer, et le transfert des restes de Goudouli à l'église de la Daurade. Enfin, le 29 novembre 1807, l'église et le couvent sont vendus pour la somme de 66 000 francs à la ville, qui veut tout démolir pour aménager une place : en 1808, l'église et le couvent sont entièrement démolis,. En 1813, on installe sur la place le marchés aux herbes, qui était auparavant sur la place Rouaix.
Dans les premiers mois de la Restauration, la place des Carmes reçoit le nom de la nouvelle dynastie et devient la place Bourbon. Elle est aussi le théâtre d'un crime de la Terreur blanche. Le 15 août 1815, le général Jean-Pierre Ramel, commandant le département de la Haute-Garonne, est agressé chez lui (actuel no 41), vers neuf heures du soir, par un groupe d'assassins, malgré la présence de troupes concentrées sur la place. Les meneurs de l'émeute s'étaient réunis à l'auberge de la Cave, près de la porte Arnaud-Bernard, puis au café du Globe, rue Pharaon (actuel no 54) et à l'auberge du Griffon d'or, rue des Prêtres (actuel no 16). Le maire Joseph de Villèle n'arrive sur les lieux, avec une compagnie de gardes nationales, qu'à onze heures et demie, et le général Dominique de Pérignon, gouverneur de la 10e division militaire (Toulouse), averti à neuf heures et demie, ne s'y rend que vers minuit. Lors du procès, dix-huit individus sont inculpés, seulement six accusés du crime, dont quatre acquittés et deux condamnés à cinq ans de réclusion.
À partir de 1815, les projets d'aménagement de la place se multiplient. On projette d'abord d'élever sur la place une statue équestre d'Henri IV, mais la souscription ne se fait pas et on n'y donne finalement pas suite. Un plan d'alignement, comportant des façades uniformes et badigeonnées de la même couleur est imposé aux propriétaires, mais il n'est pas mis à exécution. En 1841 est cependant défini un nouveau plan d'alignement des façades, appliqué lorsque les immeubles sont reconstruits (actuels no 4, 9, 14-16, 21-24, 37 et 39), donnant à la place un caractère plus homogène. En 1824, comme on construit le Château d'eau pour alimenter les fontaines de la ville, on met au concours des fontaines monumentales pour les places Bourbon, Royale (actuelle place du Capitole) et de la Trinité, mais le projet est abandonné l'année suivante. En 1826, le projet de fontaine du sculpteur Thiéry est retenu, puis abandonné l'année suivante, tandis qu'est adopté le projet de marché couvert de l'architecte Eudel, ingénieur en chef des ponts et chaussées, dont le devis s'élève à 202 000 francs. En 1833, aucun projet n'a abouti et la place est encore encombrée d'échoppes, qu'on ordonne de faire enlever, sans que la décision soit appliquée. Enfin, en 1843, on confie au marbrier Layerle-Capel l'aménagement d'un bassin avec son jet d'eau,. En 1851, quatre fontaines-candélabres du fondeur toulousain Olin-Chatelet, sur un modèle du sculpteur Bernard Griffoul-Dorval, initialement installées place du Capitole, sont disposées aux angles de la place des Carmes, autour du bassin,.
Au milieu du XIXe siècle, la place est le cœur du quartier et d'un marché très actif. On y trouve plusieurs hôtels, tels l'hôtel du Midi et l'hôtel de la Paix. Il s'y tient, le troisième dimanche de juillet, la « baloche » du quartier. On y voit également quêter les Petites Sœurs des pauvres, congrégation religieuse dévouées au service des miséreux et installées entre 1854 et 1863 dans un vaste établissement entre la rue Pharaon (actuel no 42), la rue des Régans (actuel no 11) et la place des Carmes (actuel no 40). En 1855, un commissariat de quartier est établi pour le 2e arrondissement de police (ancien no 34, puis actuel no 39). La place est aussi au cœur des lignes de transport de la ville. En 1838, des services de diligence partent devant l'hôtel du Midi. En 1863, le côté ouest de la place, dans l'axe de la rue des Filatiers, est traversé par une des quatre premières lignes de tramway de la ville, qui va de la place du Capitole à la place Saint-Michel (emplacement de l'actuel rond-point Jean-Étienne-Duranti). Il est remplacé en 1886 par un omnibus, puis en 1905 par un tramway hippomobile.
En 1889, la fontaine est finalement condamnée et déplacée au Jardin des Plantes, alors que la municipalité de Camille Ournac adopte les plans d'un marché couvert, réalisé par l'ingénieur Charles Cavé et inauguré le 1er juillet 1892. Les halles modernes en fonte et verre font partie d'un réseau de marchés couverts destiné à approvisionner la ville de manière raisonnée, comprenant la halle de Victor-Hugo et les halles de Saint-Cyprien, inaugurées la même année. Elle se distingue par une architecture originale, avec un plan octogonal surmonté d'une coupole, flanquée de quatre pavillons et une construction de fines colonnes de fonte et de terres cuites vernissées colorées. Sur les trottoirs qui entourent la halle s'installent de nombreux étals, parmi lesquels ceux des « baladeuses », les vendeuses de fruits et légumes venues des faubourgs de la ville,. En 1914, une ligne spéciale de tramway électrique composée de deux « jardinières » est créée entre le quartier de Croix-Daurade et la place des Carmes afin de transporter chaque matin la production des maraîchers de la banlieue toulousaine.

Toulouse : marché des Carmes et clocher de la Dalbade, par Eugène Trutat (vers 1905, Archives municipales).
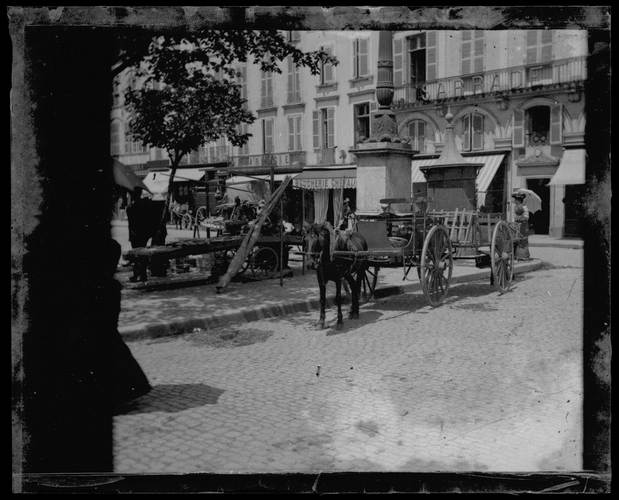
L'activité et la fontaine-candélabre du côté nord-est de la place, par Eugène Trutat (vers 1905, Archives municipales).
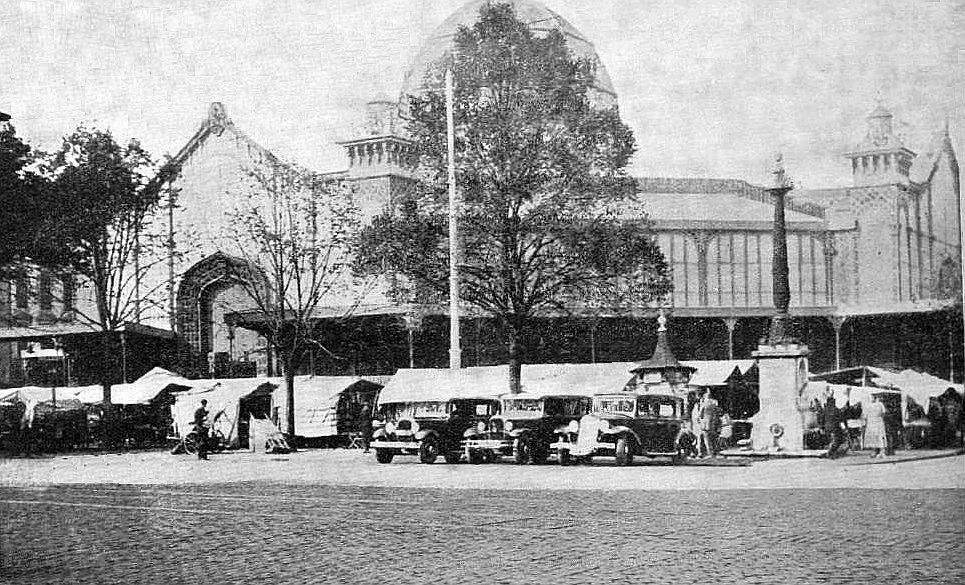
L'ancien marché vu depuis la rue du Languedoc (1934, Bulletin municipal de la ville de Toulouse).
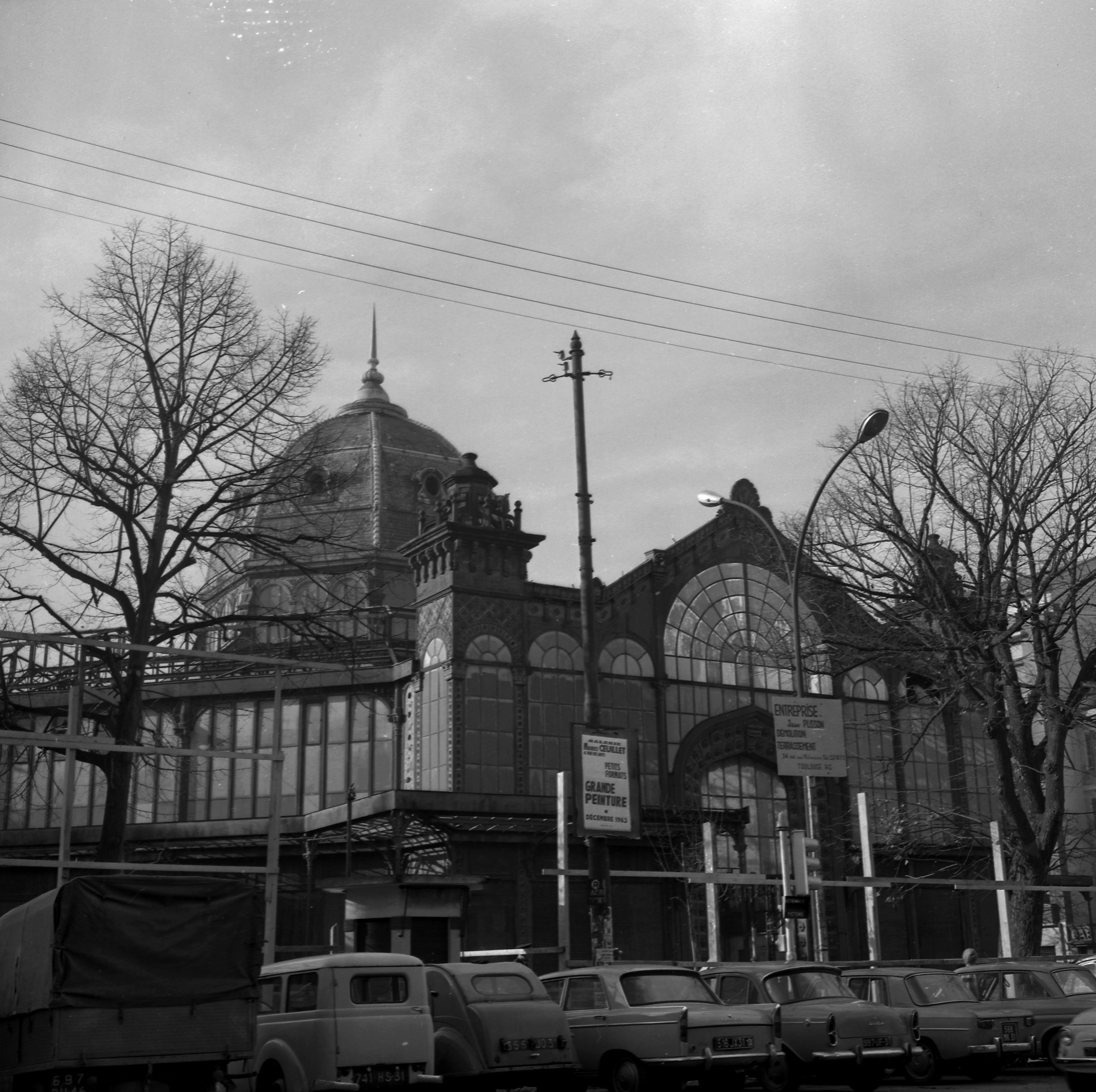
L'ancien marché vu depuis la rue du Canard, par André Cros (1963, Archives municipales).
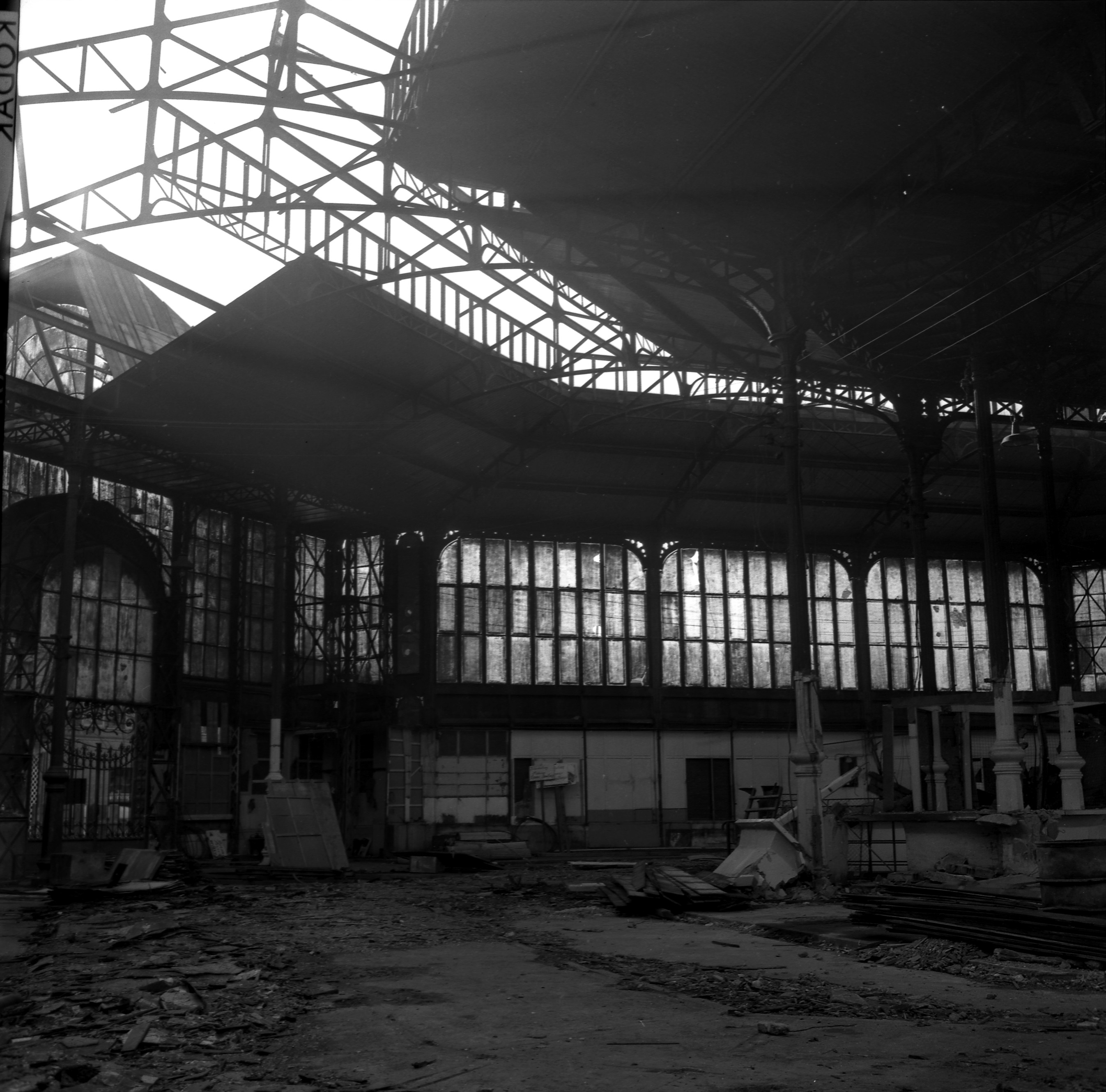
L'intérieur de l'ancien marché, par André Cros (1963, Archives municipales).

En décembre 1899, des travaux sont engagés afin de poursuivre la rue d'Alsace-Lorraine vers le sud : la nouvelle rue, qui doit relier la place Rouaix à la Cour d'Assises, reçoit provisoirement le nom de « rue d'Alsace-Lorraine prolongée ». Le percement de la rue fait disparaître plusieurs rues, dont la rue de l'Arc-des-Carmes. En 1904, les travaux de percement de la rue, baptisée rue du Languedoc, sont terminés,. Entre 1908 et 1912, les travaux continuent avec le percement de la rue Théodore-Ozenne, qui relie la place des Carmes aux allées Saint-Michel (actuelles allées Jules-Guesde),. Dans le même temps, de nouveaux immeubles, de styles haussmannien et éclectique, sont élevés (actuels no 25 et 36 place des Carmes, et no 2 rue Théodore-Ozenne). Entre 1905 et 1910, le nouvel hôtel de la Caisse d'épargne, succursale toulousaine de la Caisse d'épargne et de prévoyance, est construit à l'angle nord-est de la place (actuel no 40-42 rue du Languedoc),. En 1934, de nouvelles lignes de tramway sont créées : ce sont pas moins de six lignes différentes qui empruntent la rue du Languedoc et traversent la place des Carmes. La place abrite de nombreux commerces, telle la pharmacie des Carmes tenue par Pierre Astre (actuel no 4), le bar des Carmes (actuel no 3) et le café Y'a Bon (actuel no 11), la pâtisserie des Carmes (actuel no 26), la brûlerie des Carmes (actuel no 17), et des boutiques de confection comme Aux Capucines (actuel no 36), Au Magasin bleu (actuel no 39) et le Palais des Soldes (actuel no 17).
Dans la deuxième moitié du XXe siècle, la place des Carmes connaît un nouveau bouleversement. Dans un premier temps, plusieurs opérations immobilières visent à faire disparaître les immeubles les plus insalubres (emplacement des actuels no 3 en 1960, no 10 en 1950, no 19-20 en 1942-1951). Mais surtout, l'équipe municipale de Louis Bazerque souhaite donner un visage moderne à la ville, notamment par la destruction des anciennes halles métalliques et la construction de nouveaux marchés de style moderne. Entre décembre 1963 et février 1964, le marché couvert des Carmes est détruit et les fontaines-candélabres sont démontées. L'équipe d'architecte de Georges Candilis, Alexis Josic et Shadrach Woods édifie un vaste édifice, formé de la juxtaposition de figures géométriques, caractéristique avec sa rampe d'accès hélicoïdale, qui comporte un marché, un parking et un immeuble de bureau. Le nouveau marché-parking est inauguré en décembre 1966. Salué comme une réussite de l'architecture moderne, est cependant conspué par une large part de la population toulousaine, qui le considère comme « une verrue »,. À la même époque, la démolition en 1960 d'une maison classique du XVIIe siècle à l'angle de la rue des Prêtres (emplacement de l'actuel no 3), sous prétexte d'insalubrité et malgré l'opposition des associations de l'association des Toulousains de Toulouse, provoque des critiques plus nombreuses contre l'architecture moderne.

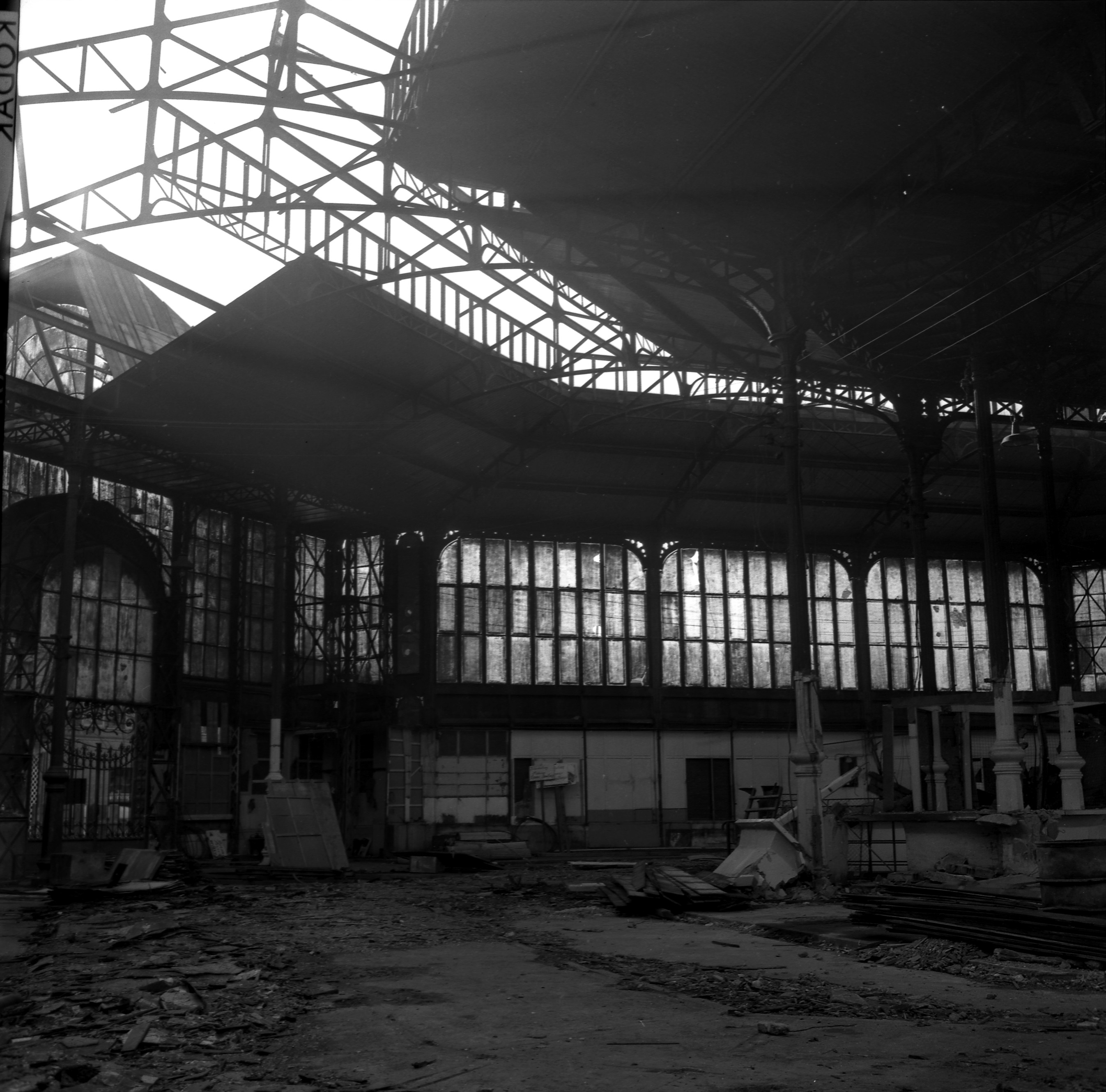
L'ancien marché à l'abandon, par André Cros (1963, Archives municipales).
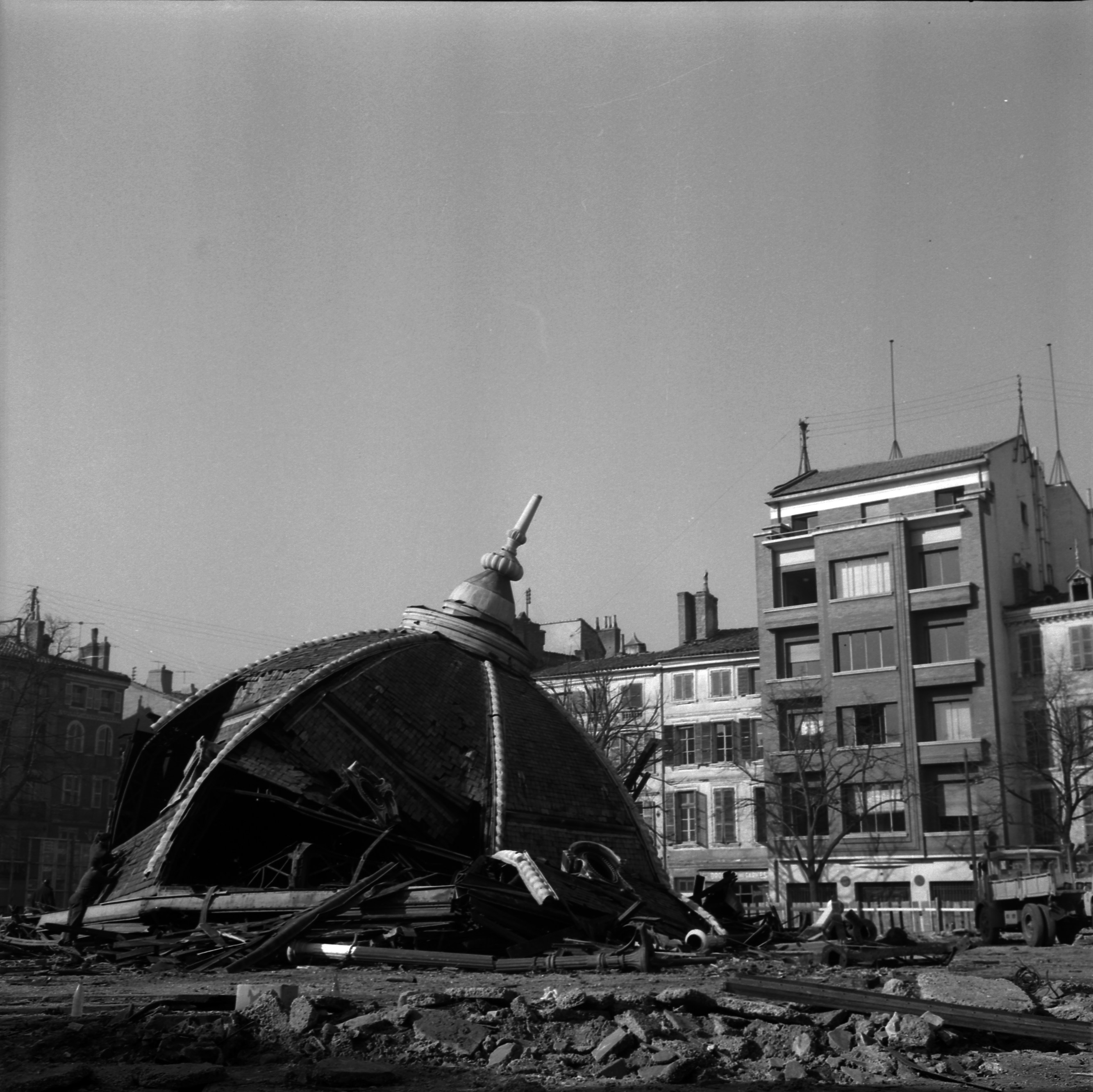
La destruction de l'ancien marché, par André Cros (1964, Archives municipales).
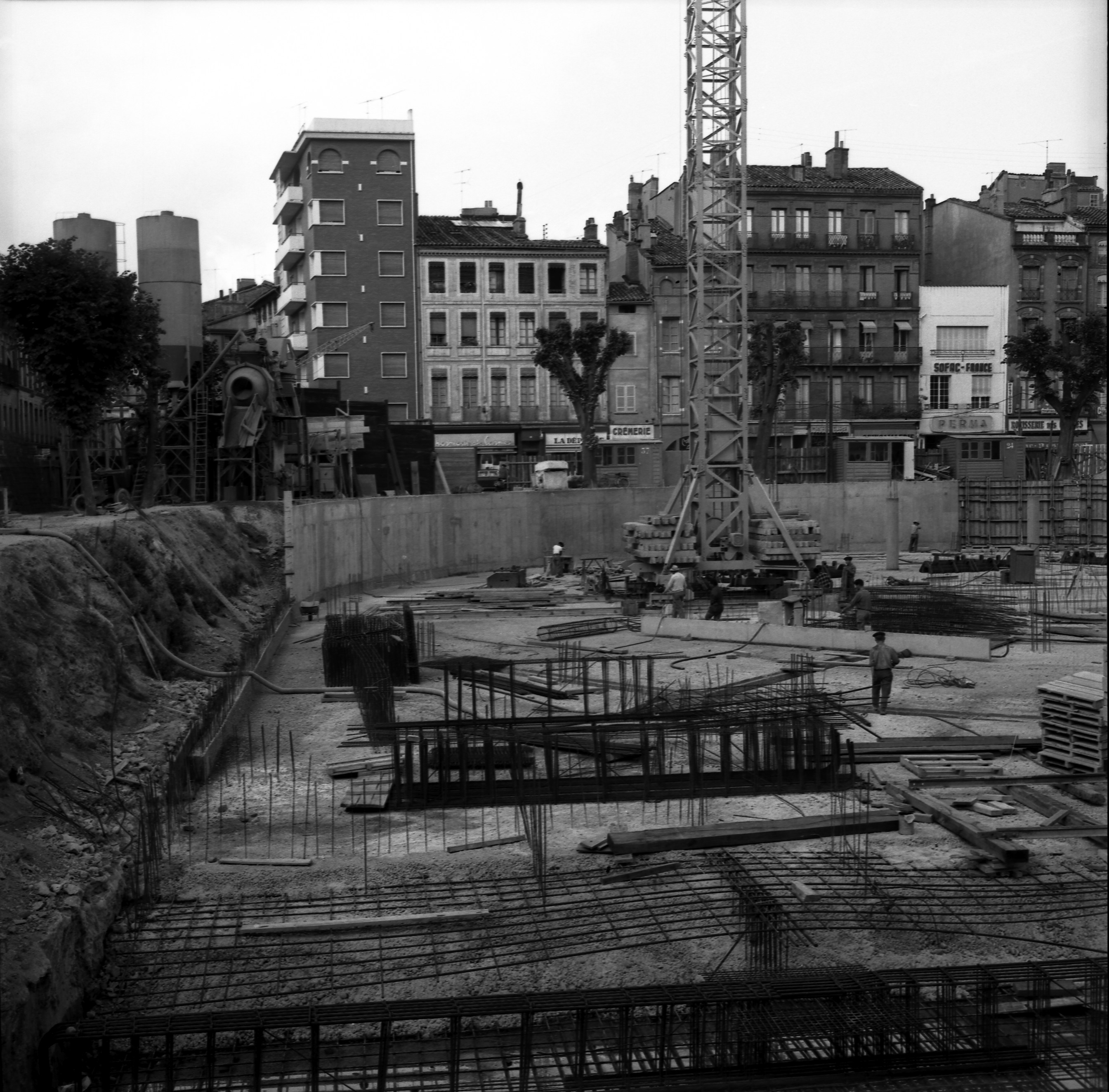
Les travaux du nouveau marché, par André Cros (1965, Archives municipales).
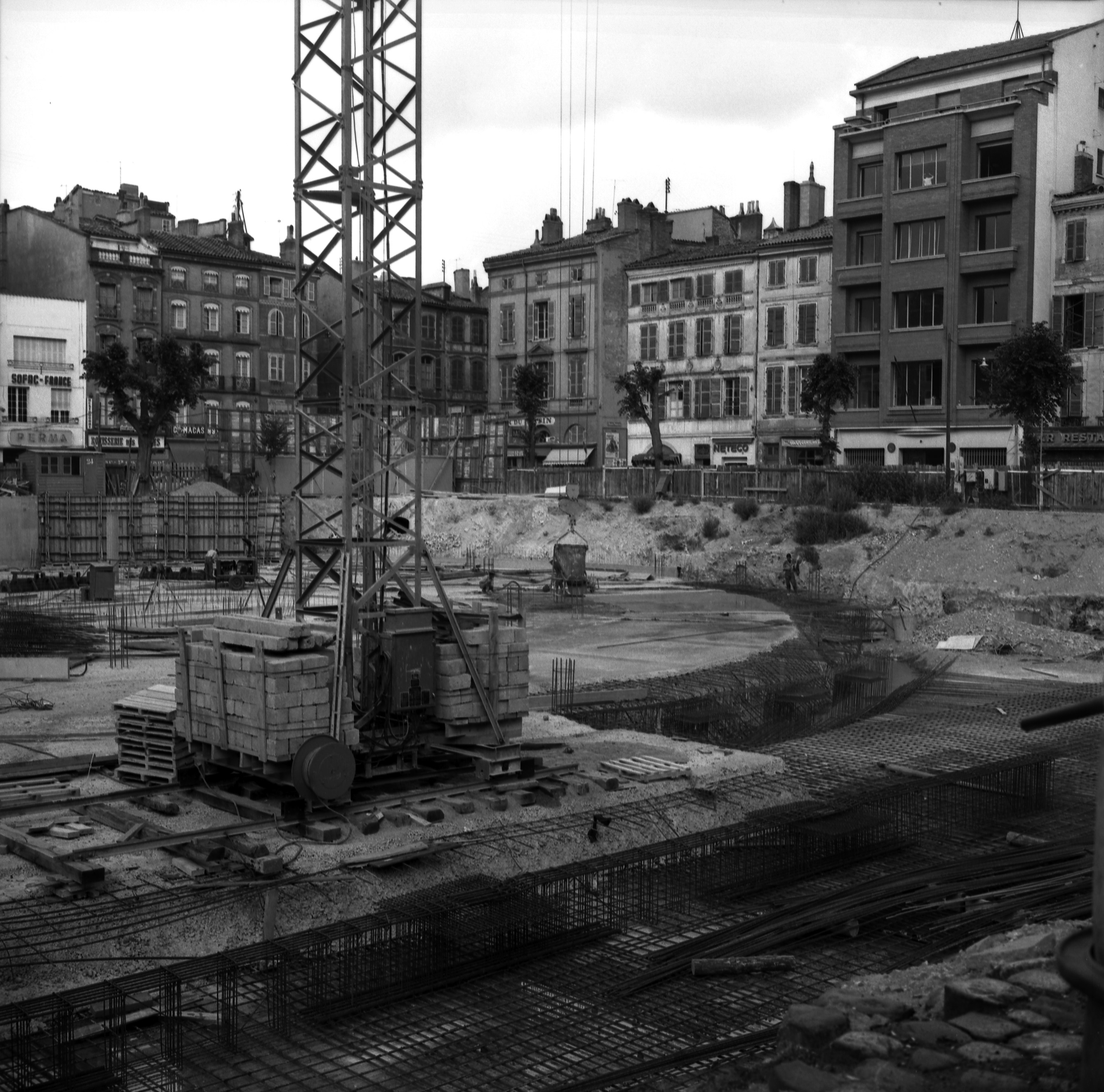
Les travaux du nouveau marché, par André Cros (1965, Archives municipales).
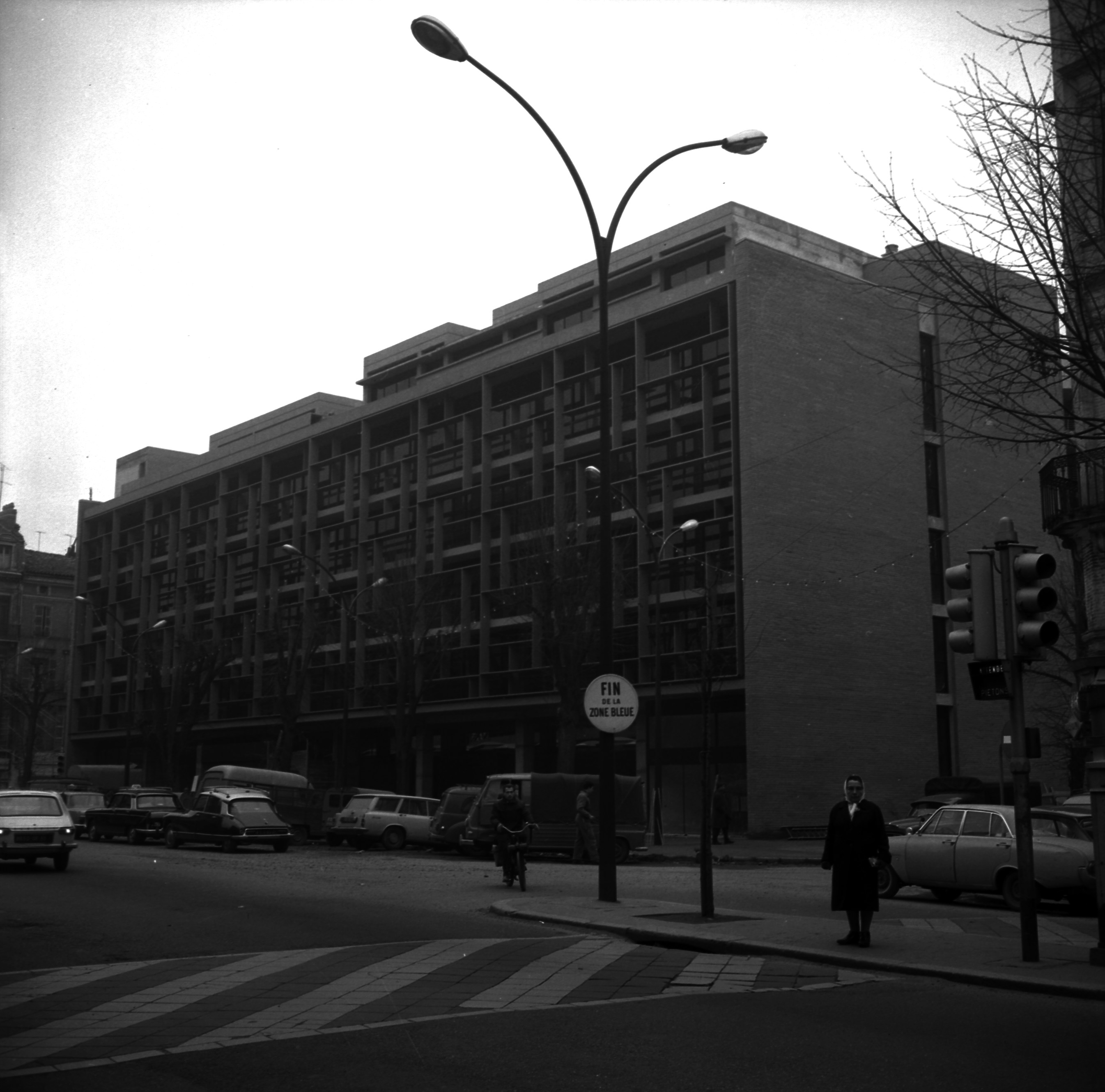
L'inauguration du nouveau marché, par André Cros (1966, Archives municipales).

### AuXXIesiècle
En 2000, le parking et le marché des Carmes bénéficient également d'une importante rénovation sous la conduite de l'architecte Almudever. Surtout, le projet de ligne B du métro prévoit de créer une station Carmes, dont l'entrée se fait du côté est de la place. Les travaux permettent à l'INRAP de mener en 2003 des fouilles préventives, qui permettent la découverte de l'ancien cardo et du nymphée gallo-romain. Lorsque la ligne du métro est inaugurée en 2007, la municipalité en profite pour réaménager le côté est de la place des Carmes, où la station de bus est déplacée plus au nord, rue du Languedoc, tandis qu'une grande place est rendue aux piétons.

## Patrimoine et lieux d'intérêt

### Immeubles
- no  7 : immeuble en corondage. 
L'immeuble, construit au XVIIe siècle, possède une façade étroite d'une seule travée. Le rez-de-chaussée est maçonné en brique. Les étages sont décroissants et séparés par des corniches moulurées en bois, et bâtis en pan de bois hourdé de brique et couvert d'enduit. Au 2e étage, la fenêtre a conservé son appui mouluré en bois[49].

- no  16 : immeuble et café Bar du Matin. 
L'immeuble est construit en 1821, à l'emplacement d'une maison en corondage, et respecte l'alignement des façades du nouveau projet municipal, en retrait sur la rue des Filatiers, mais en avant sur la place des Carmes. Une tête d'homme qui proviendrait de l'ancien couvent des Carmes et représenterait la figure du Christ, a été incluse dans la maçonnerie de l'édifice, à l’angle de l'immeuble[50].

- no  19-20 : immeuble Puntis. 
Un premier immeuble (actuel no 19) est construit à la fin du XVIe siècle, comme en témoigne l'arcade du passage couvert sur la cour, ornée d'une clef sculptée portant la date de 1583[51]. En 1942, l'architecte Marcel Laborde élève une nouvelle façade pour M. Puntis. En 1951, l'immeuble est acheté par le ministère de l'Information pour accueillir les bureaux de la direction régionale de la RTF. L'immeuble voisin (ancien no 20), construit au XVIIIe siècle, est démoli et reconstruit sur les plans de Paul de Noyers pour s'intégrer aux bureaux de l'ORTF. Le corps de bâtiment à gauche (actuel no 19) s'élève sur cinq étages. Le rez-de-chaussée est couvert par un plaquis en pierre appareillée. Au rez-de-chaussée, la porte cochère métallique est mise en valeur par le motif de pointes-de-diamant. Les étages sont couverts d'un plaquis de brique. La travée centrale est mise en valeur par un bow-window montant du 1er au 4e étage. Pour les travées latérales, un balcon s'inscrit dans la saillie du bow-window. Le dernier étage est en retrait par rapport à la rue[52].

- no  24 : immeuble. 
L'immeuble bénéficie d'un emplacement exceptionnel à l'angle de la rue du Languedoc. Il est construit entre 1830 et 1860, dans le style néo-classique caractéristique du goût toulousain de cette période. Au rez-de-chaussée et à l'entresol, les travées sont rythmées et les niveaux sont réunis par de grandes arcades moulurées en plein cintre. La porte d'entrée, dans la travée centrale, est encadrée par des ouvertures de boutique rectangulaires. Les étages sont décroissants et percés de fenêtres rectangulaires. Les travées sont rythmés par des pilastres dont les chapiteaux en terre cuite soutiennent un entablement orné d'une frise interrompue, également en terre cuite, de rinceaux encadrant un mufle de lion entre le 1er et le 2e étage, et une frise de palmettes entre le 2e et le 3e étage. Au 1er étage, le balcon continu repose sur des consoles en pierre. 
En 1983, l'immeuble est surélevé d'un étage par l'architecte toulousain Michel Coucoureux. Il est construit en retrait par rapport à la façade, permettant de ménager une galerie dont la couverture est soutenue par des piliers cylindriques en béton[53].

- no  36 : immeuble Sajoux. 
L'immeuble est construit en 1905, peu après le percement de la rue du Languedoc, pour le compte de M. Sajoux, sur les plans de l'architecte Jules Calbairac. Il présente une façade monumentale en brique claire. Le rez-de-chaussée est couvert de bossages continus et ouvert par des ouvertures de boutique rectangulaires. Les étages se distinguent par leurs garde-corps en fonte : les balcons, soutenus par des consoles sculptées en pierre, sont continus au 1er et au 3e étage, et individuels au 2e étage. De plus, le 1er et le 2e étage, également couvert de bossages continus, sont réunis par des pilastres cannelés colossaux à chapiteaux corinthiens en pierre. L'élévation est couronnée par une corniche à denticules et modillons. Le niveau de comble est couvert d'un toit brisé d'ardoises et de tuiles, et éclairé de lucarnes[54].

- no  38 : hôtel Marty. 
Un hôtel particulier est construit au XVIe siècle pour Raymond Sabatier, puis son fils Gabriel, tous deux conseillers au Parlement et seigneurs de Roquerlan. En 1725, il est modifié pour François d'Aldéguier, trésorier général de France[18]. En 1905, il est profondément transformé pour le compte de Claude Marty : l'architecte Robert d'Welles élève de nouveaux corps de bâtiment en façade sur la rue du Languedoc (actuel no 19) et la place des Carmes. Le corps de bâtiment sur la place est construit en brique. Il reprend les formes de l'architecture classique des hôtels particuliers toulousains. La façade est rythmée par les pilastres superposés qui séparent les travées. La porte cochère, centrale, embrasse le rez-de-chaussée et l'entresol. Elle est voûtée en berceau et surmontée d'une corniche à denticules. À l'étage, les larges fenêtres ont des garde-corps en fonte dont les lignes en coup de fouet sont caractéristiques de l'Art nouveau. Dans la cour intérieure, des éléments de l'hôtel d'Aldéguier sont conservés, particulièrement deux fenêtres à croisillons et une porte de style néo-classique surmontée de la date 1725[55],[56].

- no  42 : immeuble Balza de Firmy (première moitié du XVIIIe siècle)[57].

## Personnalités
- Jean Abadie (1773-1846) : ouvrier horloger puis, durant la Révolution française, ouvrier mécanicien à la fonderie de canons (actuel Institut catholique, no 29-31 rue de la Fonderie), il se lança dans l'industrie. En 1821, il conçut pour la ville de Toulouse la machine élévatoire du Château d'eau. Il vécut plusieurs années au no 42 de la place[58].

- Louis de Mondran (1699-1792) : issu d'une famille de parlementaires, conseiller au parlement lui-même, mais aussi académicien et homme des Lumières, il ébaucha les projets d'urbanisme qui transformèrent la ville de Toulouse dans la deuxième moitié du XVIIIe siècle. Il vécut dans l'hôtel particulier que sa famille possédait depuis le milieu du XVIIe siècle (emplacement de l'actuel no 11)[17].